# Miroslav Marcovich
Miroslav Marcovich (Belgrado, 18 marzo 1919 – Urbana, 14 giugno 2001) è stato un filologo classico serbo naturalizzato statunitense.
Specialista di letteratura filosofica e apologetica greca, studiò in particolare Eraclito e lo gnosticismo greco.
Produsse una notevole mole di studi critici che spaziano su un ampio campo di studi, dalla letteratura greca di epoca imperiale (Diogene Laerzio e diversi apologeti cristiani) a quella bizantina (Teodoro Prodromo, Eustazio Macrembolita), oltre ad interessarsi di letteratura latina, indiana e latina umanistica.

## Biografia
Nato a Belgrado, nell'allora Regno di Jugoslavia, si formò alla Facoltà di Filosofia dell'Università di Belgrado, laureandosi nel 1942. L'anno successivo prestò servizio come assistente del bizantinista Georg Ostrogorsky. Arruolato nell'esercito sotto il governo di Josip Broz Tito durante il secondo conflitto mondiale, nel 1953 andò in India, dove lavorò alla Visva-Bharati University di Bolpur. Nel 1955 si trasferì a Mérida (Venezuela) e fino al 1962 fu professore di Greco Antico e Filosofia all'Università delle Ande. In quello stesso anno Hans Harter lo invitò all'Università di Bonn, ma già nel 1963 passò all'Università di Cambridge. A partire dal 1969 insegnò all'Università dell'Illinois, Urbana, dove fu anche Direttore del Dipartimento di Studi Classici (Classics) nel quinquennio 1973-77, e qui rimase fino al pensionamento nel 1989. Fondò nel 1976 il periodico "Illinois Classical Studies", di cui fu editore per 12 anni. Fu inoltre Visiting Professor alle Università del Michigan, del North Carolina e al Trinity College di Dublino, nonché Einstein Visiting Fellow a Tel Aviv.
Morì al Carle Foundation Hospital di Urbana, Illinois.

## Attività di ricerca
Marcovich concentrò i suoi studi su due filoni principali:
1. filosofia e religione greca, nel cui ambito si inseriscono i numerosi contributi (saggi ed edizioni) dedicati in particolare ad Eraclito (del quale curò anche la voce per la Pauly-Wissowa, poi edita in monografia), l'edizione delle Vite dei filosofi di Diogene Laerzio[2] e gli studi sullo gnosticismo greco-romano, oltre ad alcuni contributi sugli inni orfici;
2. letteratura cristiana ed apologetica, cui dedicò numerose edizioni critiche soprattutto negli anni del pensionamento.

Ebbe, però, una singolare ampiezza di interessi. All'inizio della carriera si occupò anche di letteratura latina medievale e umanistica (in particolare quella della natia Dalmazia), di epigrafia e lingua latina e di storia bizantina. Pubblicò brevi contributi (in genere piccole incursioni di critica testuale) sulla tragedia greca (Eschilo, Sofocle, Euripide, la Vita Sophoclis), sul teatro latino (Terenzio), sulla poesia greca arcaica (Omero, Pindaro, Bacchilide, Saffo) ed ellenistica (Arato, Callimaco). Studiò la letteratura indiana e pubblicò il poema religioso indiano Bhagavadgītā, curandone una edizione con traduzione spagnola e commento. Scoprì nuovi manoscritti di Giovenale, Cicerone, Lattanzio, Vegezio e si interessò di letteratura greca di epoca classica (Senofonte), imperiale (Plutarco, Marco Aurelio, Luciano, Eliodoro, gli Oracoli Caldaici) e tardo-imperiale (Teofilatto Simocatta) e di letteratura cristiana apocrifa (il Vangelo di Tommaso). Studiò la metrica greca, in particolare quella della tragedia. Si occupò di papirologia e di trasmissione manoscritta di testi greci (in prevalenza) e latini.
Produsse le editiones principes della Davidias di Marco Marulo e delle poesie latine di Franjo Božičević. Studiò inoltre l'Alcesti di Barcellona e il romanzo bizantino di epoca comnena, con l'edizione del romanzo Rhodanthes et Dosicles di Teodoro Prodromo e una discussa edizione del romanzo Hysmines et Hysminiae di Eustazio Macrembolita. Tra gli autori cristiani delle cui opere procurò edizioni critiche: Giustino Martire e lo pseudo-Giustino, Taziano, Teofilo di Antiochia, Atenagora e lo pseudo-Atenagora, Clemente Alessandrino, Origene di Alessandria.
Autore e studioso prolifico, durante la sua vita Marcovich curò e pubblicò circa 25 libri, tra i quali numerose edizioni critiche, e non meno di 248 articoli e saggi in latino, spagnolo, tedesco, italiano, francese e serbo-croato.

## Opere (selezione)

### Edizioni critiche
Il simbolo † posto tra parentesi tonde indica le opere edite postume.

#### Letteratura umanistica
- Marci Maruli Davidiadis libri XIV, e cod. Taurinensi in lucem protulit M. M., Mérida, 1957.
- Francisci Natalis carmina, collana Academia scientiarum, seorsum editorum liber 302, e cod. Spalatensi in lucem protulit M. M., Beograd, 1958.
- M. Maruli Delmatae Davidias (Mittellateinische Studien und Texte 33, Leiden 2006).

#### Letteratura indiana
- Bhagavadgītā (El canto del Señor). Version del sanscrito con una interpretacion racional, por M. M. (Merida 1958).

#### Letteratura apologetica e cristiana
- Hippolytus, Refutatio omnium haeresium, ed. M. M. (Patristische Texte und Studien 25, Berlin 1968) ISBN 9783110858235.
- Prosper of Aquitaine, De providentia Dei. Text and commentary (Supplements to Vigiliae Christianae 10, Leiden 1989).
- Athenagoras, Legatio pro Christianis, ed. M. M. (Patristische Texte und Studien 31, Berlin 1990) ISBN 9783110857290.
- Pseudo-Iustinus, Cohortatio ad Graecos; De monarchia; Oratio ad Graecos, ed. M. M. (Patristische Texte und Studien 32, Berlin 1990) ISBN  3110121352.
- Iustini Martyris Apologiae pro Christianis, ed. M. M. (Patristische Texte und Studien 38, Berlin 1994) ISBN 9783110924237.[6]
- Tatiani Oratio ad Graecos. Theophili Antiocheni Ad Autolycum, ed. M. M. (Patristische Texte und Studien 43-44, Berlin 1995) ISBN 9783110875478.[7]
- Clementis Alexandrini Protrepticus, ed. M. M. (Supplements to Vigiliae Christianae 34, Leiden 1995).
- Iustini Martyris Dialogus cum Tryphone, ed. M. M. (Patristische Texte und Studien 47, Berlin 1997) ISBN 9783110875478.[6]
- Athenagoras qui fertur, De resurrectione mortuorum, ed. M. M. (Supplements to Vigiliae Christianae 53, Leiden 2000).
- Origenes, Contra Celsum libri VIII, ed. M. M. (Supplements to Vigiliae Christianae 54, Leiden 2001).
- Clemens Alexandrinus, Paedagogus, ed. M. M. (†) adiuvante J. C. M. Van Winden (Supplements to Vigiliae Christianae 61, Leiden 2002).

#### Letteratura classica e bizantina
- Heraclitus. Editio maior (Merida 1967); Editio minor (Mérida 1968).
- Eraclito. Frammenti (Biblioteca di studi superiori 64, Firenze 1968).
- Alcestis Barcinoensis. Text and commentary (Mnemosyne, supplements 103, Leiden 1988).
- Theodori Prodromi de Rhodantis et Dosiclis amoribus libri IX, ed. M. M. (Bibliotheca Teubneriana, Stuttgart - Leipzig 1992).
- Diogenes Laertius, Vitae philosophorum, ed. Miroslav Marcovich, I: Vitae philosophorum; II: Excerpta byzantina, Stuttgart / Leipzig, Teubner, 1999.
  -  Diogenes Laertius, Vitae philosophorum, ed. Miroslav Marcovich, III: Indices, conf. Hans Gärtner, München / Leipzig, K. G. Saur, 2002.
- Eustathius Macrembolites, De Hysmines et Hysminiae amoribus libri XI, ed. M. M. (†) (Bibliotheca Teubneriana, München - Leipzig 2001).

### Studi e saggi
- Estudios de Filosofia Griega (Mérida 1965).
- Herakleitos. Sonderausgabe der Paulyschen RE [estr. da Real Encyclopädie der classischen Altertumswissenschaft, Supplement-Bd. 10] (Stuttgart 1967).
- Three word trimeter in Greek tragedy (Beiträge zur klassischen Philologie 158, Königstein 1985).
- Studies in Graeco-Roman religions and gnosticism (Studies in Greek and Roman Religion 4, Leiden 1988).
- Studies in Greek Poetry (Illinois Classical Studies. Supplements 1, Atlanta 1991).
- Patristic Textual Criticism, I (Illinois Classical Studies. Supplements 6, Atlanta 1994).
- Eraclito. Testimonianze, imitazioni e frammenti, a c. di Rodolfo Mondolfo (†), Leonardo Tarán, M. M. (†) (Il pensiero occidentale, Firenze - Milano 2017).[8]